# آیکوت آک‌گون
آیکوت آک‌گون (انگلیسی: Aykut Akgün؛ زادهٔ ۱۸ سپتامبر ۱۹۸۷) بازیکن فوتبال اهل ترکیه است.
از باشگاه‌هایی که در آن بازی کرده‌است می‌توان به باشگاه فوتبال کارلسروهه، باشگاه ورزشی آدانا دمیرسپور، باشگاه فوتبال چای‌کار ریزه‌اسپور، باشگاه فوتبال ترابزون‌اسپور، و باشگاه فوتبال کاردمیر قره‌بوک‌اسپور اشاره کرد.
وی همچنین در تیم‌های ملی فوتبال زیر ۲۰ سال ترکیه و Turkey A2 national football team بازی کرده‌است.

## یادکرد ویکی‌پدیا
- مشارکت‌کنندگان ویکی‌پدیا. «Aykut Akgün». در دانشنامهٔ ویکی‌پدیای انگلیسی، بازبینی‌شده در ۱۰ فوریه ۲۰۲۲.